# Seznam ocenění a nominací filmu Moonlight
Toto je seznam ocenění a nominací filmu Moonlight.

## Ocenění a nominace
| Ocenění                                       | Datum              | Kategorie                                                 | Nominovaný                                                                          | Výsledek  |
| --------------------------------------------- | ------------------ | --------------------------------------------------------- | ----------------------------------------------------------------------------------- | --------- |
| AACTA International Awards                    | 8. ledna 2017      | Nejlepší mužský herecký výkon ve vedlejší roli            | Mahershala Ali                                                                      | nominace  |
| AACTA International Awards                    | 8. ledna 2017      | Nejlepší ženský herecký výkon ve vedlejší roli            | Naomie Harris                                                                       | nominace  |
| African-American Film Critics Association     | 9. února 2017      | Nejlepší film                                             | Moonlight                                                                           | vítězství |
| African-American Film Critics Association     | 9. února 2017      | Nejlepší režisér                                          | Barry Jenkins                                                                       | vítězství |
| African-American Film Critics Association     | 9. února 2017      | Nejlepší mužský herecký výkon ve vedlejší roli            | Mahershala Ali                                                                      | vítězství |
| African-American Film Critics Association     | 9. února 2017      | Objev roku                                                | Janelle Monáe (také pro Skrytá čísla)                                               | vítězství |
| African-American Film Critics Association     | 9. února 2017      | Nejlepší nezávislý film                                   | Moonlight                                                                           | vítězství |
| African-American Film Critics Association     | 9. února 2017      | Nejlepších deset filmů                                    | Moonlight                                                                           | vítězství |
| Alliance of Women Film Journalists            | 21. prosinec 2016  | Nejlepší film                                             | Moonlight                                                                           | vítězství |
| Alliance of Women Film Journalists            | 21. prosinec 2016  | Nejlepší režisér                                          | Barry Jenkins                                                                       | nominace  |
| Alliance of Women Film Journalists            | 21. prosinec 2016  | Nejlepší mužský herecký výkon ve vedlejší roli            | Mahershala Ali                                                                      | vítězství |
| Alliance of Women Film Journalists            | 21. prosinec 2016  | Nejlepší ženský herecký výkon ve vedlejší roli            | Naomie Harris                                                                       | vítězství |
| Alliance of Women Film Journalists            | 21. prosinec 2016  | Nejlepší kamera                                           | James Laxton                                                                        | vítězství |
| Alliance of Women Film Journalists            | 21. prosinec 2016  | Nejlepší střih                                            | Joi McMillon a Nat Sanders                                                          | vítězství |
| Alliance of Women Film Journalists            | 21. prosinec 2016  | Nejlepší castingový režisér                               | Yesi Ramirez                                                                        | vítězství |
| Alliance of Women Film Journalists            | 21. prosinec 2016  | Objev roku                                                | Janelle Monáe (také pro Skrytá čísla)                                               | nominace  |
| Alliance of Women Film Journalists            | 21. prosinec 2016  | Nejodvážnější výkon                                       | Naomie Harris                                                                       | nominace  |
| Americký filmový institut                     | 8. prosinec 2016   | Nejlepších deset filmů                                    | Moonlight                                                                           | vítězství |
| American Society of Cinematographers          | 4. února 2017      | Nejlepší kamera                                           | James Laxton                                                                        | nominace  |
| Austin Film Critics Association               | 28. prosinec 2016  | Nejlepší film                                             | Moonlight                                                                           | vítězství |
| Austin Film Critics Association               | 28. prosinec 2016  | Nejlepší režisér                                          | Barry Jenkins                                                                       | vítězství |
| Austin Film Critics Association               | 28. prosinec 2016  | Nejlepší mužský herecký výkon ve vedlejší roli            | Mahershala Ali                                                                      | vítězství |
| Austin Film Critics Association               | 28. prosinec 2016  | Nejlepší mužský herecký výkon ve vedlejší roli            | Trevante Rhodes                                                                     | nominace  |
| Austin Film Critics Association               | 28. prosinec 2016  | Nejlepší ženský herecký výkon ve vedlejší roli            | Naomie Harris                                                                       | nominace  |
| Austin Film Critics Association               | 28. prosinec 2016  | Nejlepší původní scénář                                   | Barry Jenkins                                                                       | vítězství |
| Austin Film Critics Association               | 28. prosinec 2016  | Nejlepší kamera                                           | James Laxton                                                                        | vítězství |
| Austin Film Critics Association               | 28. prosinec 2016  | Nejlepší střih                                            | Joi McMillon a Nat Sanders                                                          | nominace  |
| Austin Film Critics Association               | 28. prosinec 2016  | Objev roku                                                | Barry Jenkins (režisér a scenárista)                                                | nominace  |
| Austin Film Critics Association               | 28. prosinec 2016  | Objev roku                                                | Trevante Rhodes (herec)                                                             | nominace  |
| Austin Film Critics Association               | 28. prosinec 2016  | Hold vzdávající ocenění                                   | Yesi Ramirez a obsazení filmu Moonlight                                             | vítězství |
| Black Reel Awards                             | 16. února 2017     | Nejlepší film                                             | Moonlight                                                                           | vítězství |
| Black Reel Awards                             | 16. února 2017     | Nejlepší režisér                                          | Barry Jenkins                                                                       | vítězství |
| Black Reel Awards                             | 16. února 2017     | Nejlepší mužský herecký výkon ve vedlejší roli            | Mahershala Ali                                                                      | vítězství |
| Black Reel Awards                             | 16. února 2017     | Nejlepší mužský herecký výkon ve vedlejší roli            | André Holland                                                                       | nominace  |
| Black Reel Awards                             | 16. února 2017     | Nejlepší mužský herecký výkon ve vedlejší roli            | Trevante Rhodes                                                                     | nominace  |
| Black Reel Awards                             | 16. února 2017     | Nejlepší ženský herecký výkon ve vedlejší roli            | Naomie Harris                                                                       | nominace  |
| Black Reel Awards                             | 16. února 2017     | Nejlepší ženský herecký výkon ve vedlejší roli            | Janelle Monáe                                                                       | nominace  |
| Black Reel Awards                             | 16. února 2017     | Nejlepší původní nebo adaptovaný scénář                   | Barry Jenkins                                                                       | vítězství |
| Black Reel Awards                             | 16. února 2017     | Nejlepší obsazení                                         | obsazení filmu Moonlight                                                            | vítězství |
| Black Reel Awards                             | 16. února 2017     | Objev roku - herec                                        | Alex Hibbert                                                                        | nominace  |
| Black Reel Awards                             | 16. února 2017     | Objev roku - herec                                        | Trevante Rhodes                                                                     | vítězství |
| Black Reel Awards                             | 16. února 2017     | Objev roku - herec                                        | Ashton Sanders                                                                      | nominace  |
| Black Reel Awards                             | 16. února 2017     | Nejlepší skladatel                                        | Nicholas Britell                                                                    | vítězství |
| Boston Online Film Critics Association        | 10. prosince 2016  | Nejlepších deset filmů                                    | Moonlight                                                                           | vítězství |
| Boston Online Film Critics Association        | 10. prosince 2016  | Nejlepší film                                             | Moonlight                                                                           | vítězství |
| Boston Online Film Critics Association        | 10. prosince 2016  | Nejlepší herec ve vedlejší roli                           | Mahershala Ali                                                                      | vítězství |
| Boston Online Film Critics Association        | 10. prosince 2016  | Nejlepší obsazení                                         | Moonlight                                                                           | vítězství |
| Boston Society of Film Critics                | 11. prosinec 2016  | Nejlepší mužský herecký výkon ve vedlejší roli            | Mahershala Ali                                                                      | vítězství |
| Boston Society of Film Critics                | 11. prosinec 2016  | Nejlepší kamera                                           | James Laxton                                                                        | 2. místo  |
| Boston Society of Film Critics                | 11. prosinec 2016  | Nejlepší obsazení                                         | Moonlight                                                                           | vítězství |
| British Independent Film Awards               | 4. prosince 2016   | Nejlepší nezávislý film (ze zahraničí)                    | Dede Gardner, Barry Jenkins, Jeremy Kleiner, Tarell Alvin McCraney a Adele Romanski | vítězství |
| Camerimage                                    | 19. listopad 2016  | Zlatý žabák za nejlepší kameru                            | James Laxton                                                                        | nominace  |
| Filmová cena Britské akademie                 | 12. února 2017     | Nejlepší film                                             | Moonlight                                                                           | nominace  |
| Filmová cena Britské akademie                 | 12. února 2017     | Nejlepší mužský herecký výkon ve vedlejší roli            | Mahershala Ali                                                                      | nominace  |
| Filmová cena Britské akademie                 | 12. února 2017     | Nejlepší ženský herecký výkon ve vedlejší roli            | Naomie Harris                                                                       | nominace  |
| Filmová cena Britské akademie                 | 12. února 2017     | Nejlepší původní scénář                                   | Barry Jenkins                                                                       | nominace  |
| Filmový festival v Londýně                    | 16. říjen 2016     | Oficiální soutěž                                          | Moonlight                                                                           | vítězství |
| Chicago Film Critics Association              | 15. prosinec 2016  | Nejlepší film                                             | Moonlight                                                                           | vítězství |
| Chicago Film Critics Association              | 15. prosinec 2016  | Nejlepší režisér                                          | Barry Jenkins                                                                       | vítězství |
| Chicago Film Critics Association              | 15. prosinec 2016  | Nejlepší mužský herecký výkon ve vedlejší roli            | Mahershala Ali                                                                      | vítězství |
| Chicago Film Critics Association              | 15. prosinec 2016  | Nejlepší mužský herecký výkon ve vedlejší roli            | Trevante Rhodes                                                                     | nominace  |
| Chicago Film Critics Association              | 15. prosinec 2016  | Nejlepší ženský herecký výkon ve vedlejší roli            | Naomie Harris                                                                       | nominace  |
| Chicago Film Critics Association              | 15. prosinec 2016  | Nejlepší původní scénář                                   | Barry Jenkins                                                                       | nominace  |
| Chicago Film Critics Association              | 15. prosinec 2016  | Nejlepší kamera                                           | James Laxton                                                                        | nominace  |
| Chicago Film Critics Association              | 15. prosinec 2016  | Nejlepší střih                                            | Joi McMillon a Nat Sanders                                                          | nominace  |
| Chicago Film Critics Association              | 15. prosinec 2016  | Nejslibnější herec/herečka                                | Barry Jenkins (režisér a scenárista)                                                | nominace  |
| Chicago Film Critics Association              | 15. prosinec 2016  | Nejslibnější herec/herečka                                | Trevante Rhodes (herec)                                                             | nominace  |
| Chicago Film Critics Association              | 15. prosinec 2016  | Nejlepší skladatel                                        | Nicholas Britell                                                                    | nominace  |
| Critics Choice Movie Awards                   | 11. prosinec 2016  | Nejlepší film                                             | Dede Gardner, Jeremy Kleiner a Adele Romanski                                       | nominace  |
| Critics Choice Movie Awards                   | 11. prosinec 2016  | Nejlepší režisér                                          | Barry Jenkins                                                                       | nominace  |
| Critics Choice Movie Awards                   | 11. prosinec 2016  | Nejlepší mužský herecký výkon ve vedlejší roli            | Mahershala Ali                                                                      | vítězství |
| Critics Choice Movie Awards                   | 11. prosinec 2016  | Nejlepší ženský herecký výkon ve vedlejší roli            | Naomie Harris                                                                       | nominace  |
| Critics Choice Movie Awards                   | 11. prosinec 2016  | Nejlepší obsazení                                         | Obsazení Moonlight                                                                  | vítězství |
| Critics Choice Movie Awards                   | 11. prosinec 2016  | Nejlepší mladý herec                                      | Alex R. Hibbert                                                                     | nominace  |
| Critics Choice Movie Awards                   | 11. prosinec 2016  | Nejlepší původní scénář                                   | Barry Jenkins a Tarell Alvin McCraney                                               | nominace  |
| Critics Choice Movie Awards                   | 11. prosinec 2016  | Nejlepší kamera                                           | James Laxton                                                                        | nominace  |
| Critics Choice Movie Awards                   | 11. prosinec 2016  | Nejlepší střih                                            | Nat Sanders a Joi McMillon                                                          | nominace  |
| Critics Choice Movie Awards                   | 11. prosinec 2016  | Nejlepší hudba                                            | Nicholas Britell                                                                    | nominace  |
| Dallas-Fort Worth Critics Association         | 13. prosinec 2016  | Nejlepší film                                             | Moonlight                                                                           | vítězství |
| Dallas-Fort Worth Critics Association         | 13. prosinec 2016  | Nejlepší mužský herecký výkon ve vedlejší roli            | Mahershala Ali                                                                      | vítězství |
| Dallas-Fort Worth Critics Association         | 13. prosinec 2016  | Nejlepší ženský herecký výkon ve vedlejší roli            | Naomie Harris                                                                       | 2. místo  |
| Dallas-Fort Worth Critics Association         | 13. prosinec 2016  | Nejlepší režisér                                          | Barry Jenkins                                                                       | vítězství |
| Dallas-Fort Worth Critics Association         | 13. prosinec 2016  | Nejlepší scénář                                           | Barry Jenkins                                                                       | 2. místo  |
| Dallas-Fort Worth Critics Association         | 13. prosinec 2016  | Cena Russella Smitha                                      | Moonlight                                                                           | vítězství |
| Denver Film Critics Society                   | 16. ledna 2017     | Nejlepší film                                             | Moonlight                                                                           | vítězství |
| Denver Film Critics Society                   | 16. ledna 2017     | Nejlepší mužský herecký výkon ve vedlejší roli            | Mahershala Ali                                                                      | vítězství |
| Denver Film Critics Society                   | 16. ledna 2017     | Nejlepší ženský herecký výkon ve vedlejší roli            | Naomie Harris                                                                       | nominace  |
| Denver Film Critics Society                   | 16. ledna 2017     | Nejlepší režisér                                          | Barry Jenkins                                                                       | vítězství |
| Denver Film Critics Society                   | 16. ledna 2017     | Nejlepší adaptovaný scénář                                | Barry Jenkins                                                                       | vítězství |
| Denver Film Critics Society                   | 16. ledna 2017     | Nejlepší skladatel                                        | Nicholas Britell                                                                    | nominace  |
| Detroit Film Critics Society                  | 19. prosinec 2016  | Nejlepší film                                             | Moonlight                                                                           | nominace  |
| Detroit Film Critics Society                  | 19. prosinec 2016  | Nejlepší mužský herecký výkon ve vedlejší roli            | Mahershala Ali                                                                      | nominace  |
| Detroit Film Critics Society                  | 19. prosinec 2016  | Nejlepší režisér                                          | Barry Jenkins                                                                       | nominace  |
| Detroit Film Critics Society                  | 19. prosinec 2016  | Nejlepší scénář                                           | Barry Jenkins                                                                       | nominace  |
| Detroit Film Critics Society                  | 19. prosinec 2016  | Nejlepší obsazení                                         | Moonlight                                                                           | nominace  |
| Detroit Film Critics Society                  | 19. prosinec 2016  | Objev roku                                                | Mahershala Ali (také za Skrytá čísla)                                               | nominace  |
| Detroit Film Critics Society                  | 19. prosinec 2016  | Objev roku                                                | Barry Jenkins                                                                       | nominace  |
| Detroit Film Critics Society                  | 19. prosinec 2016  | Objev roku                                                | Trevante Rhodes                                                                     | nominace  |
| Directors Guild of America Award              | 4. února 2017      | Nejlepší režisér - film                                   | Barry Jenkins                                                                       | nominace  |
| Dorian Awards                                 | 26. ledna 2017     | Film roku                                                 | Moonlight                                                                           | vítězství |
| Dorian Awards                                 | 26. ledna 2017     | Režisér roku                                              | Barry Jenkins                                                                       | vítězství |
| Dorian Awards                                 | 26. ledna 2017     | Herecké vystoupení roku                                   | Mahershala Ali                                                                      | vítězství |
| Dorian Awards                                 | 26. ledna 2017     | Herecké vystoupení roku                                   | Trevante Rhodes                                                                     | nominace  |
| Dorian Awards                                 | 26. ledna 2017     | Scénář roku                                               | Barry Jenkins                                                                       | vítězství |
| Dorian Awards                                 | 26. ledna 2017     | LGBTQ film roku                                           | Moonlight                                                                           | vítězství |
| Dorian Awards                                 | 26. ledna 2017     | Vizuálně výrazný film roku                                | Moonlight                                                                           | nominace  |
| Florida Film Critics Circle                   | 23. prosinec 2016  | Nejlepší film                                             | Moonlight                                                                           | nominace  |
| Florida Film Critics Circle                   | 23. prosinec 2016  | Nejlepší režisér                                          | Barry Jenkins                                                                       | nominace  |
| Florida Film Critics Circle                   | 23. prosinec 2016  | Nejlepší mužský herecký výkon ve vedlejší roli            | Mahershala Ali                                                                      | nominace  |
| Florida Film Critics Circle                   | 23. prosinec 2016  | Nejlepší mužský herecký výkon ve vedlejší roli            | André Holland                                                                       | nominace  |
| Florida Film Critics Circle                   | 23. prosinec 2016  | Nejlepší ženský herecký výkon ve vedlejší roli            | Naomie Harris                                                                       | 2. místo  |
| Florida Film Critics Circle                   | 23. prosinec 2016  | Nejlepší adaptovaný scénář                                | Barry Jenkins a Tarell Alvin McCraney                                               | 2. místo  |
| Florida Film Critics Circle                   | 23. prosinec 2016  | Nejlepší kamera                                           | James Laxton                                                                        | nominace  |
| Florida Film Critics Circle                   | 23. prosinec 2016  | Nejlepší obsazení                                         | Moonlight                                                                           | 2. místo  |
| Florida Film Critics Circle                   | 23. prosinec 2016  | Nejlepší skladatel                                        | Moonlight                                                                           | nominace  |
| Florida Film Critics Circle                   | 23. prosinec 2016  | FCC Objev roku                                            | Barry Jenkins                                                                       | vítězství |
| Florida Film Critics Circle                   | 23. prosinec 2016  | Zlatý pomeranč za úžasné zapojení Floridy do filmu        | Moonlight                                                                           | vítězství |
| Golden Tomato Awards                          | 12. února 2017     | Nejlepší velké rozšíření do kin roku 2016                 | Moonlight                                                                           | 4. místo  |
| Golden Tomato Awards                          | 12. února 2017     | Nejlepší dramatický film roku 2016                        | Moonlight                                                                           | vítězství |
| Gotham Awards                                 | 28. listopad 2016  | Nejlepší film                                             | Moonlight                                                                           | vítězství |
| Gotham Awards                                 | 28. listopad 2016  | Nejlepší scénář                                           | Barry Jenkins a Tarell Alvin McCraney                                               | vítězství |
| Gotham Awards                                 | 28. listopad 2016  | Cena publika                                              | Moonlight                                                                           | vítězství |
| Gotham Awards                                 | 28. listopad 2016  | Speciální cena poroty - obsazení                          | Obsazení Moonlight                                                                  | vítězství |
| Mezinárodní filmový festival na Hawaii        | 11. listopadu 2016 | Nejlepší vypravěčský film                                 | Moonlight                                                                           | vítězství |
| Hollywood Film Awards                         | 6. listopad 2016   | Hollywoodské průlomové vystoupení                         | Naomie Harris (také za film Collateral Beauty: Druhá šance)                         | vítězství |
| Hollywood Music in Media Awards               | 17. listopad 2016  | Nejlepší hudba                                            | Nicholas Britell                                                                    | vítězství |
| Houston Film Critics Society                  | 6. ledna 2017      | Nejlepší film                                             | Moonlight                                                                           | nominace  |
| Houston Film Critics Society                  | 6. ledna 2017      | Nejlepší ženský herecký výkon ve vedlejší roli            | Naomie Harris                                                                       | nominace  |
| Houston Film Critics Society                  | 6. ledna 2017      | Nejlepší režisér                                          | Barry Jenkins                                                                       | nominace  |
| Houston Film Critics Society                  | 6. ledna 2017      | Nejlepší scénář                                           | Barry Jenkins a Tarell Alvin McCraney                                               | nominace  |
| Houston Film Critics Society                  | 6. ledna 2017      | Nejlepší skladatel                                        | Nicholas Britell                                                                    | nominace  |
| Houston Film Critics Society                  | 6. ledna 2017      | Nejlepší kamera                                           | James Laxton                                                                        | nominace  |
| Houston Film Critics Society                  | 6. ledna 2017      | Nejlepší plakát                                           | Moonlight                                                                           | nominace  |
| Independent Spirit Awards                     | 25. únor 2017      | Nejlepší film                                             | Moonlight                                                                           | vítězství |
| Independent Spirit Awards                     | 25. únor 2017      | Nejlepší režisér                                          | Barry Jenkins                                                                       | vítězství |
| Independent Spirit Awards                     | 25. únor 2017      | Nejlepší scénář                                           | Barry Jenkins a Tarell Alvin McCraney                                               | vítězství |
| Independent Spirit Awards                     | 25. únor 2017      | Nejlepší kamera                                           | James Laxton                                                                        | vítězství |
| Independent Spirit Awards                     | 25. únor 2017      | Nejlepší střih                                            | Joi McMillon a Nat Sanders                                                          | vítězství |
| Independent Spirit Awards                     | 25. únor 2017      | Ocenění Roberta Altmana za nejlepší obsazení              | Obsazení Moonlight                                                                  | vítězství |
| IndieWire Critics Poll                        | 19. prosinec 2016  | Nejlepší film                                             | Moonlight                                                                           | vítězství |
| IndieWire Critics Poll                        | 19. prosinec 2016  | Nejlepší režisér                                          | Barry Jenkins                                                                       | vítězství |
| IndieWire Critics Poll                        | 19. prosinec 2016  | Nejlepší mužský herecký výkon ve vedlejší roli            | Mahershala Ali                                                                      | vítězství |
| IndieWire Critics Poll                        | 19. prosinec 2016  | Nejlepší mužský herecký výkon ve vedlejší roli            | André Holland                                                                       | 8. místo  |
| IndieWire Critics Poll                        | 19. prosinec 2016  | Nejlepší mužský herecký výkon ve vedlejší roli            | Trevante Rhodes                                                                     | 5. místo  |
| IndieWire Critics Poll                        | 19. prosinec 2016  | Nejlepší ženský herecký výkon ve vedlejší roli            | Naomie Harris                                                                       | 3. místo  |
| IndieWire Critics Poll                        | 19. prosinec 2016  | Nejlepší ženský herecký výkon ve vedlejší roli            | Janelle Monáe                                                                       | 9. místo  |
| IndieWire Critics Poll                        | 19. prosinec 2016  | Nejlepší scénář                                           | Moonlight                                                                           | 2. místo  |
| IndieWire Critics Poll                        | 19. prosinec 2016  | Nejlepší kamera                                           | Moonlight                                                                           | vítězství |
| IndieWire Critics Poll                        | 19. prosinec 2016  | Nejlepší střih                                            | Moonlight                                                                           | vítězství |
| IndieWire Critics Poll                        | 19. prosinec 2016  | Nejlepší původní zvuk nebo soundtrack                     | Moonlight                                                                           | 3. místo  |
| Iowa Film Critics Association                 | 10. ledna 2017     | Nejlepší film                                             | Moonlight                                                                           | nominace  |
| Iowa Film Critics Association                 | 10. ledna 2017     | Nejlepší režie                                            | Barry Jenkins                                                                       | nominace  |
| Iowa Film Critics Association                 | 10. ledna 2017     | Nejlepší mužský herecký výkon ve vedlejší roli            | Mahershala Ali                                                                      | vítězství |
| Iowa Film Critics Association                 | 10. ledna 2017     | Nejlepší původní hudba                                    | Nicholas Britell                                                                    | nominace  |
| International Film Music Critics Association  | 23. února 2017     | Nejlepší původní zvuk (drama)                             | Nicholas Britell                                                                    | nominace  |
| Irish Film & Television Awards                | 8. dubna 2017      | Mezinárodní film                                          | Moonlight                                                                           | vítězství |
| London Film Critics Circle                    | 22. leden 2017     | Film roku                                                 | Moonlight                                                                           | nominace  |
| London Film Critics Circle                    | 22. leden 2017     | Režisér roku                                              | Barry Jenkins                                                                       | nominace  |
| London Film Critics Circle                    | 22. leden 2017     | Scenárista roku                                           | Barry Jenkins a Tarell Alvin McCraney                                               | nominace  |
| London Film Critics Circle                    | 22. leden 2017     | Nejlepší mužský herecký výkon ve vedlejší roli            | Mahershala Ali                                                                      | vítězství |
| London Film Critics Circle                    | 22. leden 2017     | Nejlepší ženský herecký výkon ve vedlejší roli            | Naomie Harris                                                                       | vítězství |
| London Film Critics Circle                    | 22. leden 2017     | Technické ocenění                                         | Joi McMillon a Nat Sanders                                                          | nominace  |
| London Film Critics Circle                    | 22. leden 2017     | Britská/irská herečka roku                                | Naomie Harris                                                                       | nominace  |
| Los Angeles Film Critics Association          | 4. prosinec 2016   | Nejlepší film                                             | Moonlight                                                                           | vítězství |
| Los Angeles Film Critics Association          | 4. prosinec 2016   | Nejlepší režisér                                          | Barry Jenkins                                                                       | vítězství |
| Los Angeles Film Critics Association          | 4. prosinec 2016   | Nejlepší mužský herecký výkon ve vedlejší roli            | Mahershala Ali                                                                      | vítězství |
| Los Angeles Film Critics Association          | 4. prosinec 2016   | Nejlepší kamera                                           | James Laxton                                                                        | vítězství |
| Mill Valley Film Festival                     | 16. říjen 2016     | Nejoblíbenější film u amerického publika                  | Barry Jenkins                                                                       | vítězství |
| Mezinárodní filmový festival Mar del Plata    | 27. listopadu 2016 | Nejlepší film                                             | Moonlight                                                                           | nominace  |
| Mezinárodní filmový festival Mar del Plata    | 27. listopadu 2016 | Nejlepší mužský herecký výkon ve vedlejší roli            | Mahershala Ali                                                                      | vítězství |
| Mezinárodní filmový festival v Rotterdamu     | 3. února 2017      | Ocenění publika                                           | Moonlight                                                                           | vítězství |
| Mezinárodní filmový festival v Chicagu        | 27. říjen 2016     | Ocenění publika                                           | Moonlight                                                                           | vítězství |
| Mezinárodní filmový festival na Hawaii        | 11. listopadu 2016 | Nejlepší vypravěčský film                                 | Moonlight                                                                           | vítězství |
| Mezinárodní filmový festival v Mar del Plata  | 27. listopad 2016  | cena Golden Astor za nejlepší film                        | Moonlight                                                                           | nominace  |
| Mezinárodní filmový festival v Mar del Plata  | 27. listopad 2016  | Nejlepší mužský herecký výkon ve vedlejší roli            | Mahershala Ali                                                                      | vítězství |
| MTV Movie & TV Awards                         | 7. května 2017     | Nejlepší polibek                                          | Ashton Sanders a Jharrel Jerome                                                     | nominace  |
| MTV Movie & TV Awards                         | 7. května 2017     | Nejlepší vrhnutí slz do očí                               | Paula říká Chironovi, že ho miluje                                                  | nominace  |
| MTV Movie & TV Awards                         | 7. května 2017     | Nejlepší americký příběh                                  | Moonlight                                                                           | nominace  |
| National Board of Review                      | 4. leden 2017      | Top 10 filmů                                              | Moonlight                                                                           | vítězství |
| National Board of Review                      | 4. leden 2017      | Nejlepší režisér                                          | Barry Jenkins                                                                       | vítězství |
| National Board of Review                      | 4. leden 2017      | Nejlepší ženský herecký výkon ve vedlejší roli            | Naomie Harris                                                                       | vítězství |
| NAACP Image Awards                            | 11. února 2017     | Nejlepší film                                             | Moonlight                                                                           | nominace  |
| NAACP Image Awards                            | 11. února 2017     | Nejlepší filmový režisér                                  | Barry Jenkins                                                                       | vítězství |
| NAACP Image Awards                            | 11. února 2017     | Nejlepší mužský herecký výkon ve vedlejší roli            | Mahershala Ali                                                                      | vítězství |
| NAACP Image Awards                            | 11. února 2017     | Nejlepší mužský herecký výkon ve vedlejší roli            | Trevante Rhodes                                                                     | nominace  |
| NAACP Image Awards                            | 11. února 2017     | Nejlepší filmový scénář                                   | Barry Jenkins                                                                       | vítězství |
| NAACP Image Awards                            | 11. února 2017     | Nejlepší nezávislý film                                   | Moonlight                                                                           | vítězství |
| National Society of Film Critics              | 7. leden 2017      | Nejlepší film                                             | Moonlight                                                                           | vítězství |
| National Society of Film Critics              | 7. leden 2017      | Nejlepší režisér                                          | Barry Jenkins                                                                       | vítězství |
| National Society of Film Critics              | 7. leden 2017      | Nejlepší mužský herecký výkon ve vedlejší roli            | Mahershala Ali                                                                      | vítězství |
| National Society of Film Critics              | 7. leden 2017      | Nejlepší ženský herecký výkon ve vedlejší roli            | Naomie Harris                                                                       | 3. místo  |
| National Society of Film Critics              | 7. leden 2017      | Nejlepší scénář                                           | Barry Jenkins a Tarell Alvin McCraney                                               | 2. místo  |
| National Society of Film Critics              | 7. leden 2017      | Nejlepší kamera                                           | James Laxton                                                                        | vítězství |
| New York Film Critics Circle                  | 1. prosinec 2016   | Nejlepší režisér                                          | Barry Jenkins                                                                       | vítězství |
| New York Film Critics Circle                  | 1. prosinec 2016   | Nejlepší mužský herecký výkon ve vedlejší roli            | Mahershala Ali                                                                      | vítězství |
| New York Film Critics Circle                  | 1. prosinec 2016   | Nejlepší kamera                                           | James Laxton                                                                        | vítězství |
| New York Film Critics Online                  | 11. prosinec 2016  | Nejlepší film                                             | Moonlight                                                                           | vítězství |
| New York Film Critics Online                  | 11. prosinec 2016  | Nejlepší režisér                                          | Barry Jenkins                                                                       | vítězství |
| New York Film Critics Online                  | 11. prosinec 2016  | Nejlepší mužský herecký výkon ve vedlejší roli            | Mahershala Ali                                                                      | vítězství |
| New York Film Critics Online                  | 11. prosinec 2016  | Nejlepší původní scénář                                   | Barry Jenkins a Tarell Alvin McCraney                                               | vítězství |
| New York Film Critics Online                  | 11. prosinec 2016  | Nejlepší kamera                                           | James Laxton                                                                        | vítězství |
| New York Film Critics Online                  | 11. prosinec 2016  | Nejlepší obsazení                                         | Moonlight                                                                           | vítězství |
| New York Film Critics Online                  | 11. prosinec 2016  | Nejlepších dvanáct filmů                                  | Moonlight                                                                           | vítězství |
| North Carolina Film Critics Association       | 2. ledna 2017      | Nejlepší film                                             | Moonlight                                                                           | nominace  |
| North Carolina Film Critics Association       | 2. ledna 2017      | Nejlepší režisér                                          | Barry Jenkins                                                                       | nominace  |
| North Carolina Film Critics Association       | 2. ledna 2017      | Nejlepší původní scénář                                   | Barry Jenkins                                                                       | nominace  |
| North Carolina Film Critics Association       | 2. ledna 2017      | Nejlepší mužský herecký výkon ve vedlejší roli            | Mahershala Ali                                                                      | nominace  |
| North Carolina Film Critics Association       | 2. ledna 2017      | Nejlepší ženský herecký výkon ve vedlejší roli            | Naomie Harris                                                                       | nominace  |
| North Carolina Film Critics Association       | 2. ledna 2017      | Nejlepší kamera                                           | James Laxton                                                                        | nominace  |
| Mezinárodní filmový festival v Santa Barbaře  | 3. únor 2017       | Ocenění Virtuosos                                         | Janelle Monáe                                                                       | vítězství |
| Mezinárodní filmový festival v Santa Barbaře  | 3. únor 2017       | Ocenění Virtuosos                                         | Mahershala Ali                                                                      | vítězství |
| Mezinárodní filmový festival v Santa Barbaře  | 3. únor 2017       | Ocenění Virtuosos                                         | Naomie Harris                                                                       | vítězství |
| Online Film Critics Society                   | 3. leden 201       | Nejlepší film                                             | Moonlight                                                                           | vítězství |
| Online Film Critics Society                   | 3. leden 201       | Nejlepší režisér                                          | Barry Jenkins                                                                       | vítězství |
| Online Film Critics Society                   | 3. leden 201       | Nejlepší mužský herecký výkon ve vedlejší roli            | Mahershala Ali                                                                      | vítězství |
| Online Film Critics Society                   | 3. leden 201       | Nejlepší ženský herecký výkon ve vedlejší roli            | Naomie Harris                                                                       | vítězství |
| Online Film Critics Society                   | 3. leden 201       | Nejlepší scénář                                           | Barry Jenkins a Tarell Alvin McCraney                                               | nominace  |
| Online Film Critics Society                   | 3. leden 201       | Nejlepší střih                                            | Joi McMillon a Nat Sanders                                                          | nominace  |
| Online Film Critics Society                   | 3. leden 201       | Nejlepší kamera                                           | James Laxton                                                                        | nominace  |
| Oscar                                         | 26. února 2017     | Nejlepší film                                             | Moonlight - Dede Gardner, Jeremy Kleiner a Adele Romanski                           | vítězství |
| Oscar                                         | 26. února 2017     | Nejlepší režisér                                          | Barry Jenkins                                                                       | nominace  |
| Oscar                                         | 26. února 2017     | Nejlepší mužský herecký výkon ve vedlejší roli            | Mahershala Ali                                                                      | vítězství |
| Oscar                                         | 26. února 2017     | Nejlepší ženský herecký výkon ve vedlejší roli            | Naomie Harris                                                                       | nominace  |
| Oscar                                         | 26. února 2017     | Nejlepší původní scénář                                   | Barry Jenkins a Tarell Alvin McCraney                                               | vítězství |
| Oscar                                         | 26. února 2017     | Nejlepší kamera                                           | James Laxton                                                                        | nominace  |
| Oscar                                         | 26. února 2017     | Nejlepší střih                                            | Joi McMillon a Nat Sanders                                                          | nominace  |
| Mezinárodní filmový festival v Palm Springs   | 2. leden 2017      | Objev roku                                                | Mahershala Ali                                                                      | vítězství |
| Producers Guild of America Awards             | 28. leden 2017     | Nejlepší film                                             | Dede Gardner, Jeremy Kleiner a Adele Romanski                                       | nominace  |
| San Diego Film Critics Society                | 12. prosinec 2016  | Nejlepší film                                             | Moonlight                                                                           | nominace  |
| San Diego Film Critics Society                | 12. prosinec 2016  | Nejlepší režisér                                          | Barry Jenkins                                                                       | nominace  |
| San Diego Film Critics Society                | 12. prosinec 2016  | Nejlepší mužský herecký výkon ve vedlejší roli            | Mahershala Ali                                                                      | vítězství |
| San Diego Film Critics Society                | 12. prosinec 2016  | Nejlepší původní scénář                                   | Barry Jenkins a Tarell Alvin McCraney                                               | nominace  |
| San Diego Film Critics Society                | 12. prosinec 2016  | Nejlepší obsazení                                         | Moonlight                                                                           | nominace  |
| San Diego Film Critics Society                | 12. prosinec 2016  | Nejlepší kamera                                           | James Laxton                                                                        | 2. místo  |
| San Francisco Film Critics Circle             | 11. prosinec 2016  | Nejlepší film                                             | Moonlight                                                                           | vítězství |
| San Francisco Film Critics Circle             | 11. prosinec 2016  | Nejlepší režisér                                          | Barry Jenkins                                                                       | vítězství |
| San Francisco Film Critics Circle             | 11. prosinec 2016  | Nejlepší mužský herecký výkon ve vedlejší roli            | Mahershala Ali                                                                      | vítězství |
| San Francisco Film Critics Circle             | 11. prosinec 2016  | Nejlepší ženský herecký výkon ve vedlejší roli            | Naomie Harris                                                                       | nominace  |
| San Francisco Film Critics Circle             | 11. prosinec 2016  | Nejlepší původní scénář                                   | Barry Jenkins a Tarell Alvin McCraney                                               | vítězství |
| San Francisco Film Critics Circle             | 11. prosinec 2016  | Nejlepší kamera                                           | James Laxton                                                                        | vítězství |
| San Francisco Film Critics Circle             | 11. prosinec 2016  | Nejlepší skladatel                                        | Nicholas Britell                                                                    | nominace  |
| San Francisco Film Critics Circle             | 11. prosinec 2016  | Nejlepší střih                                            | Joi McMillon a Nat Sanders                                                          | vítězství |
| Mezinárodní filmový festival v Santa Barbaře  | 3. února 2017      | Ocenění Virtusos                                          | Naomie Harris                                                                       | vítězství |
| Mezinárodní filmový festival v Santa Barbaře  | 3. února 2017      | Ocenění Virtusos                                          | Mahershala Ali                                                                      | vítězství |
| Mezinárodní filmový festival v Santa Barbaře  | 3. února 2017      | Ocenění Virtusos                                          | Janelle Monáe                                                                       | vítězství |
| Satellite Awards                              | 19. únor 2017      | Nejlepší film                                             | Moonlight                                                                           | nominace  |
| Satellite Awards                              | 19. únor 2017      | Nejlepší režisér                                          | Barry Jenkins                                                                       | nominace  |
| Satellite Awards                              | 19. únor 2017      | Nejlepší mužský herecký výkon ve vedlejší roli            | Mahershala Ali                                                                      | nominace  |
| Satellite Awards                              | 19. únor 2017      | Nejlepší ženský herecký výkon ve vedlejší roli            | Naomie Harris                                                                       | vítězství |
| Satellite Awards                              | 19. únor 2017      | Nejlepší původní scénář                                   | Barry Jenkins                                                                       | vítězství |
| Satellite Awards                              | 19. únor 2017      | Nejlepší kamera                                           | James Laxton                                                                        | nominace  |
| Satellite Awards                              | 19. únor 2017      | Nejlepší střih                                            | Joi McMillon a Nat Sanders                                                          | nominace  |
| Screen Actors Guild Award                     | 29. leden 2017     | Nejlepší mužský herecký výkon ve vedlejší roli            | Mahershala Ali                                                                      | vítězství |
| Screen Actors Guild Award                     | 29. leden 2017     | Nejlepší ženský herecký výkon ve vedlejší roli            | Naomie Harris                                                                       | nominace  |
| Screen Actors Guild Award                     | 29. leden 2017     | Nejlepší obsazení                                         | Moonlight                                                                           | nominace  |
| St. Louis Gateway Film Critics Association    | 18. prosinec 2016  | Nejlepší film                                             | Moonlight                                                                           | nominace  |
| St. Louis Gateway Film Critics Association    | 18. prosinec 2016  | Nejlepší režisér                                          | Barry Jenkins                                                                       | nominace  |
| St. Louis Gateway Film Critics Association    | 18. prosinec 2016  | Nejlepší mužský herecký výkon ve vedlejší roli            | Mahershala Ali                                                                      | vítězství |
| St. Louis Gateway Film Critics Association    | 18. prosinec 2016  | Nejlepší ženský herecký výkon ve vedlejší roli            | Naomie Harris                                                                       | nominace  |
| St. Louis Gateway Film Critics Association    | 18. prosinec 2016  | Nejlepší původní scénář                                   | Barry Jenkins a Tarell Alvin McCraney                                               | nominace  |
| St. Louis Gateway Film Critics Association    | 18. prosinec 2016  | Nejlepší kamera                                           | James Laxton                                                                        | 2. místo  |
| St. Louis Gateway Film Critics Association    | 18. prosinec 2016  | Nejlepší střih                                            | Joi McMillon a Nat Sanders                                                          | nominace  |
| St. Louis Gateway Film Critics Association    | 18. prosinec 2016  | Nejlepší skladatel                                        | Nicholas Britell                                                                    | nominace  |
| Toronto Film Critics Association              | 11. prosinec 2016  | Nejlepší film                                             | Moonlight                                                                           | vítězství |
| Toronto Film Critics Association              | 11. prosinec 2016  | Nejlepší režisér                                          | Barry Jenkins                                                                       | 2. místo  |
| Toronto Film Critics Association              | 11. prosinec 2016  | Nejlepší mužský herecký výkon ve vedlejší roli            | Mahershala Ali                                                                      | vítězství |
| Toronto Film Critics Association              | 11. prosinec 2016  | Nejlepší ženský herecký výkon ve vedlejší roli            | Naomie Harris                                                                       | 2. místo  |
| Toronto Film Critics Association              | 11. prosinec 2016  | Nejlepší scénář                                           | Barry Jenkins                                                                       | 2. místo  |
| Toronto International Film Festival           | 11. prosinec 2016  | Platform Prize                                            | Barry Jenkins                                                                       | nominace  |
| USC Scripter Awards                           | 11. únor 2017      | Nejlepší scénář                                           | Barry Jenkins                                                                       | vítězství |
| Vancouver Film Critics Circle                 | 20. prosinec 2016  | Nejlepší film                                             | Moonlight                                                                           | nominace  |
| Vancouver Film Critics Circle                 | 20. prosinec 2016  | Nejlepší mužský herecký výkon ve vedlejší roli            | Mahershala Ali                                                                      | vítězství |
| Vancouver Film Critics Circle                 | 20. prosinec 2016  | Nejlepší ženský herecký výkon ve vedlejší roli            | Naomie Harris                                                                       | nominace  |
| Vancouver Film Critics Circle                 | 20. prosinec 2016  | Nejlepší scénář                                           | Barry Jenkins                                                                       | nominace  |
| Village Voice Film Poll                       | 21. prosince 2016  | Nejlepší film                                             | Moonlight                                                                           | vítězství |
| Village Voice Film Poll                       | 21. prosince 2016  | Nejlepší režisér                                          | Barry Jenkins                                                                       | vítězství |
| Village Voice Film Poll                       | 21. prosince 2016  | Nejlepší mužský herecký výkon ve vedlejší roli            | Mahershala Ali                                                                      | vítězství |
| Washington D.C. Area Film Critics Association | 5. prosinec 2016   | Nejlepší film                                             | Moonlight                                                                           | nominace  |
| Washington D.C. Area Film Critics Association | 5. prosinec 2016   | Nejlepší režisér                                          | Barry Jenkins                                                                       | nominace  |
| Washington D.C. Area Film Critics Association | 5. prosinec 2016   | Nejlepší mužský herecký výkon ve vedlejší roli            | Mahershala Ali                                                                      | vítězství |
| Washington D.C. Area Film Critics Association | 5. prosinec 2016   | Nejlepší ženský herecký výkon ve vedlejší roli            | Naomie Harris                                                                       | nominace  |
| Washington D.C. Area Film Critics Association | 5. prosinec 2016   | Nejlepší původní scénář                                   | Barry Jenkins a Tarell Alvin McCraney                                               | nominace  |
| Washington D.C. Area Film Critics Association | 5. prosinec 2016   | Nejlepší obsazení                                         | Moonlight                                                                           | nominace  |
| Washington D.C. Area Film Critics Association | 5. prosinec 2016   | Nejlepší kamera                                           | James Laxton                                                                        | nominace  |
| Washington D.C. Area Film Critics Association | 5. prosinec 2016   | Nejlepší střih                                            | Joi McMillon a Nat Sanders                                                          | nominace  |
| Washington D.C. Area Film Critics Association | 5. prosinec 2016   | Nejlepší skladatel                                        | Nicholas Britell                                                                    | nominace  |
| Women Film Critics Circle                     | 19. prosinec 2016  | Ocenění Josephine Baker                                   | Moonlight                                                                           | nominace  |
| Writers Guild of America Awards               | 19. únor 2017      | Nejlepší původní scénář                                   | Barry Jenkins a Tarell Alvin McCraney                                               | vítězství |
| Young Artist Awards                           | 17. března 2017    | Nejlepší mužský herecký výkon ve vedlejší roli - teenager | Alex Hibbert                                                                        | nominace  |
| Zlatý glóbus                                  | 8. leden 2017      | Nejlepší film (drama)                                     | Moonlight                                                                           | vítězství |
| Zlatý glóbus                                  | 8. leden 2017      | Nejlepší mužský herecký výkon ve vedlejší roli            | Mahershala Ali                                                                      | nominace  |
| Zlatý glóbus                                  | 8. leden 2017      | Nejlepší ženský herecký výkon ve vedlejší roli            | Naomie Harris                                                                       | nominace  |
| Zlatý glóbus                                  | 8. leden 2017      | Nejlepší režisér                                          | Barry Jenkins                                                                       | nominace  |
| Zlatý glóbus                                  | 8. leden 2017      | Nejlepší scenárista                                       | Barry Jenkins                                                                       | nominace  |
| Zlatý glóbus                                  | 8. leden 2017      | Nejlepší skladatel                                        | Nicholas Britell                                                                    | nominace  |